# テトラヒドロカンナビヘキソール
テトラヒドロカンナビヘキソール（Tetrahydrocannabihexol, Δ9-THCH, Δ9-Parahexyl, n-Hexyl-Δ9-THC）は、フィトカンナビノイドの1つであり、テトラヒドロカンナビノール(THC)のヘキシル同族体(hexyl homologue)である。カンナビジオールの対応するヘキシル同族体とともに2020年にアサの植物材料から初めて単離された。ただし合成カンナビノイドのパラヘキシルの異性体として数十年前から知られていた。他の異性体であるΔ8-THCHは、コード番号JWH-124の合成カンナビノイドとしても知られている。これがアサにおいて自然に発生するかどうかは不明であるが、Δ8-THC自体がΔ9-THCの劣化した形態であることが原因であると考えられる。THC-ヘキシルは、ヘキシルレゾルシノールから合成することができ、1942年にRoger Adamsにより研究された。

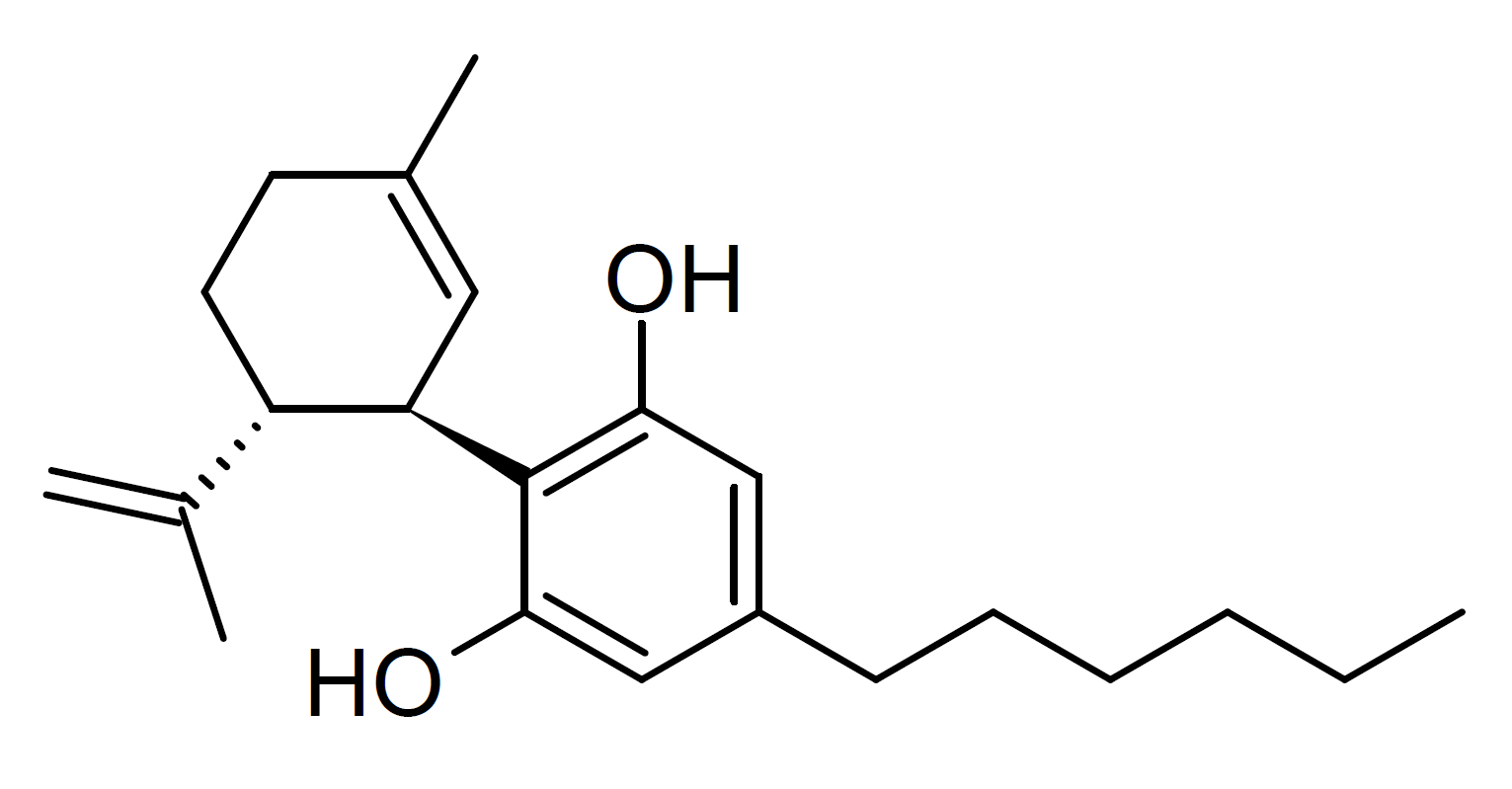
カンナビジヘキソール (CBDH), 2552798-21-5 [https://pubchem.ncbi.nlm.nih.gov/compound/140883953

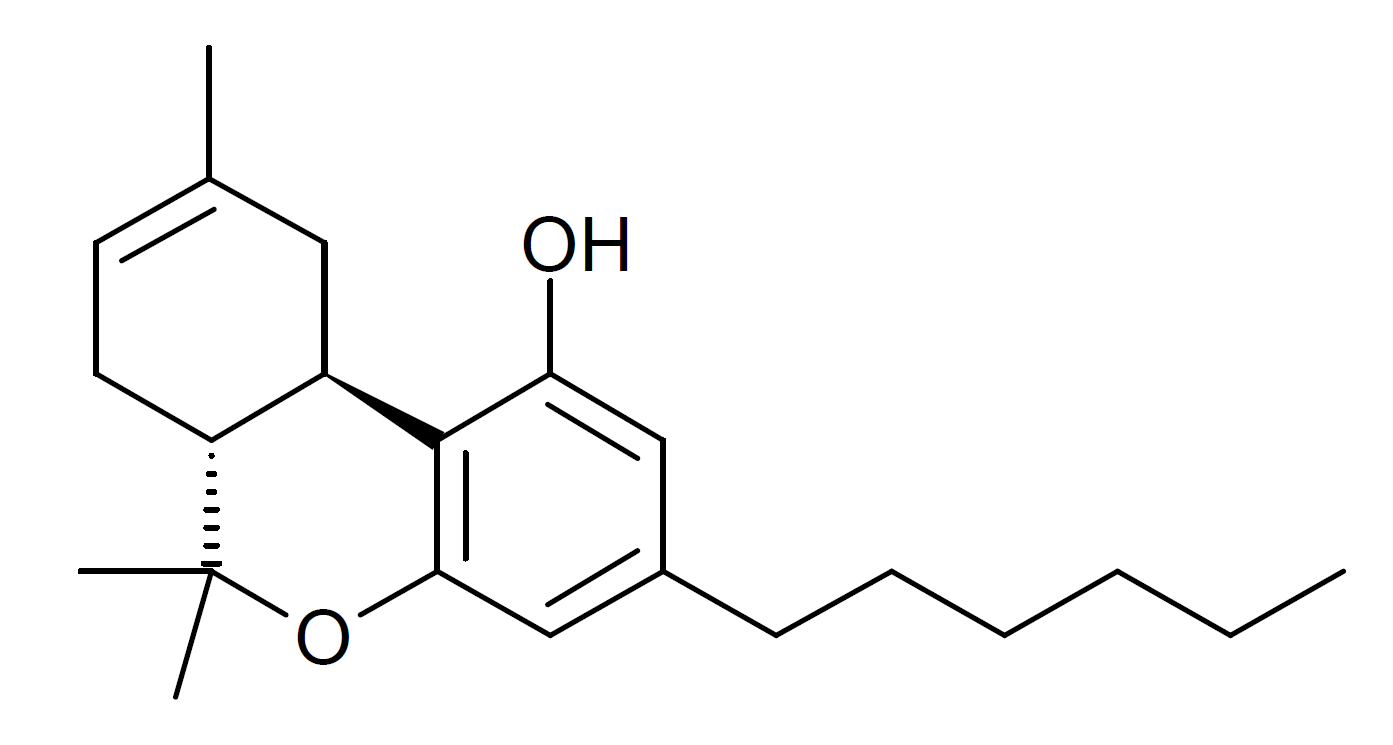
JWH-124 (Δ^{8}-THCH), 20622-30-4 [https://pubchem.ncbi.nlm.nih.gov/compound/161323

日本では、テトラヒドロカンナビヘキソール（Δ9-THCH、Δ8-THCH）を指定薬物として新たに指定する省令が2023年7月25日に公布され、8月4日に施行された。